# Edward P. Costigan
Edward P. Costigan (King William megye, 1874. július 1. – Denver, 1939. január 17.) az Amerikai Egyesült Államok szenátora (Colorado, 1931–1937).